# Jagdstaffel 47
Jagdstaffel 47 – Königlich Württembergische Jagdstaffel Nr. 47 – Jasta 47w jednostka lotnictwa niemieckiego Luftstreitkräfte z okresu I wojny światowej.

## Informacje ogólne
Jednostka została utworzona w grudniu 1917 roku w FEA 10 w Böblingen. Po organizacji eskadry skierowano ją na front 24 grudnia 1918 roku pod dowództwem porucznika Waltera Kypke, który przeszedł z Jasta 41 i pozostał na stanowisku dowódcy eskadry do końca wojny. Początkowo eskadra działała na terenie 4 Armii. W końcu marca 1917 roku została przeniesiona do 6 Armii. W maju powróciła do 4 Armii. 29 stycznia weszła w skład Jagdgruppe 4 (JGr4), w której pozostała do 8 marca. 10 marca 1918 nastąpiła kolejna dyslokacja jednostki do Beveren, gdzie weszła w skład Jagdgruppe 6 (JGr6). W czasie działań z JGr6 eskadra odniosła swoje pierwsze zwycięstwo: 11 marca F. Ehmann zestrzelił Sopwitha Camela. W końcu marca jednostka została dołączona do Jagdgruppe 3 (JGr3) i przeniesiona w rejon działania 6 Armii. 6 czerwca kolejne przeniesienie w rejon działań 2 Armii. Jasta 47 została wówczas przydzielona do Jagdgruppe 9 (JGr9). Ostatnia relokacja jednostki nastąpiła 9 lipca w rejon działania 3 Armii. Jednostka korzystała z lotniska polowego w St. Marie-a-Py, gdzie pozostała do końca wojny.
W ostatnich dniach wojny Jasta 47 walczyła w składzie Jagdgruppe 5 (JGr5).
Piloci eskadry latali na samolotach: Pfalz D.III.
Jasta 47 w całym okresie wojny odniosła ponad 14 zwycięstw nad samolotami nieprzyjaciela. W okresie od grudnia 1917 do listopada 1918 roku jej straty wynosiły 3 zabitych w walce, 4 ranny oraz 1 pilot w niewoli.
Łącznie przez jej personel przeszło 2 asów myśliwskich:
Friedrich Ehmann (8), Walter Kypke (3).

## Dowódcy Eskadry
| Stopień   | Nazwisko     | Okres                   |
| --------- | ------------ | ----------------------- |
| Porucznik | Walter Kypke | 26.12.1917 – 11.11.1918 |